# Rappottenstein (Herrschaft)

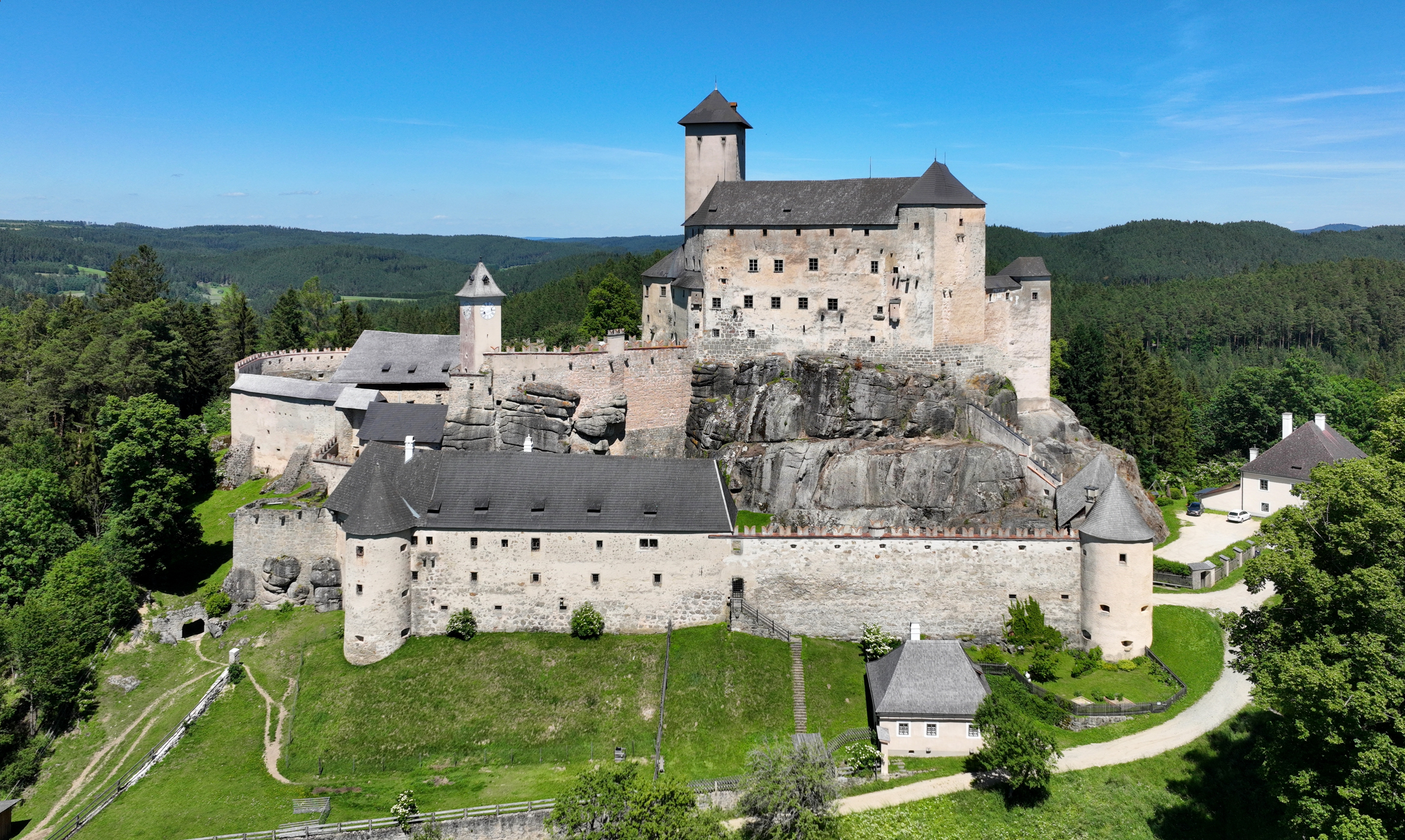
Burg Rappottenstein, Sitz der Verwaltung (2022)

Die Herrschaft Rappottenstein war eine Grundherrschaft im Viertel ober dem Manhartsberg im Erzherzogtum Österreich unter der Enns, dem heutigen Niederösterreich.

## Ausdehnung
Die Herrschaft umfasste zuletzt die Ortsobrigkeit über Antenfeinhofen, Pehendorf, Biberschlag, Pleßberg, Prettles, Dietmans, Fichtenbach, Großgerungs, Grainbrunn, Grötschenhäuseln, Griesbach, Grub, Grünbach, Gürtelberg, Hummelbergeramt, Kaltenbach, Kornberg, Kronegg, Kronberg, Langschlag, Lichtenau, Lohn, Lugendorf, Marchstein, Mittelberg, Moderberger Waldhäuseln, Großnonndorf, Kleinnonndorf, Großpertenschlag, Pernton, Pfaffendorf, Bromberg, Pirkenreit, Rappottensteiner Höfe, Ottenschläger Höfe, Reichenbach, Kleinreinprechts, Rappottenstein, Großreinprechts, Ritterkamp, Schönbach, Schönaueramt, Steineramt, Spielberg, Kleinsiegharts, Traunstein und Wötzles. Der Sitz der Verwaltung befand sich in der Burg Rappottenstein.

## Geschichte
Letzter Inhaber der Fideikommissherrschaft war der Otto Ehrenreich Graf von Abensperg und Traun, der auch in Bisamberg, Großschweinbarth, Maissau und Bockfließ begütert war und seine Herrschaften mit den Reformen 1848/1849 auflöste.